# Компромисс трёх пятых
Компромисс трёх пятых (англ. Three-fifths Compromise) — соглашение, достигнутое в 1787 году на Конституционном конвенте США, которое определяло правило учёта рабов при вычислении населённости штата. От численности населения зависело количество представителей штата в Палате представителей, и от него же зависел объём федеральных налогов, которые платил штат. Согласно компромиссу, учитывалось только 3/5 от общего количества рабов, что давало южным штатам на треть больше представителей и на треть больше голосов выборщиков, чем если бы рабы не учитывались вообще. Свободные негры и договорные рабы не попадали под условия компромисса и учитывались как полноценные граждане. В Конституции США компромисс стал частью 1-й статьи 2-й части, 3-го пункта. В 1868 году была введена 14-я поправка, часть 2-я которой отменяла компромисс.

### Статьи
- Howard A. Ohline. Republicanism and Slavery: Origins of the Three-Fifths Clause in the United States Constitution (англ.) // The William and Mary Quarterly. — Omohundro Institute of Early American History and Culture, 1971. — Vol. 28, iss. 4. — P. 563-584. — doi:10.2307/1922187.
- Staughton Lynd. The Compromise of 1787 (англ.) // Political Science Quarterly. — The Academy of Political Science, 1966. — Vol. 81, iss. 2. — P. 225-250. — doi:10.2307/2147971.